# Phygadeuon pallicarpus
Phygadeuon pallicarpus är en stekelart som beskrevs av Thomson 1884. Phygadeuon pallicarpus ingår i släktet Phygadeuon och familjen brokparasitsteklar. Arten är reproducerande i Sverige. Inga underarter finns listade i Catalogue of Life.